# Référendum haïtien de 1961
Le Référendum de 1961 à Haïti fut une consultation électorale organisée par le président d'Haïti, François Duvalier, afin de pouvoir prolonger son mandat présidentiel de plusieurs années.
Lors de l'élection présidentielle haïtienne de 1957, le candidat François Duvalier est élu pour un mandat de six ans, se terminant en 1963. En 1961, Duvalier organise un référendum lui permettant de rester au pouvoir jusqu'en 1967. 
Le régime dictatorial duvaliériste avait déjà muselé toute opposition et condamné ses adversaires politiques à l'exil sous peine d'être emprisonné ou assassiné : le résultat fut sans surprise avec 100 % des bulletins en faveur de cette modification constitutionnelle.
| Choix           | % des votes |
| --------------- | ----------- |
| Nombre de votes | 1 320 748   |
| Oui             | 100,0 %     |
| Non             | 0,0 %       |